# Hermann Kant
Hermann Kant (Amburgo, 14 giugno 1926 – Neustrelitz, 14 agosto 2016) è stato uno scrittore tedesco.

## Biografia
Di umili origini, durante la seconda guerra mondiale fu fatto prigioniero e internato in un campo di lavoro in Polonia. Nel dopoguerra si diplomò grazie al programma "Arbeiter und Bauernfakultäten" (Facoltà per Operai e Contadini") della Repubblica Democratica Tedesca, e si laureò in letteratura tedesca alla Università Humboldt di Berlino.
Fece il suo esordio letterario con il romanzo semi-autobiografico Die Aula ("L'aula", 1965), che ricevette unanime plauso dalla critica sia occidentale che filo-comunista. Altro lavoro che ricevette ampi consensi fu Der Aufenthalt ("Residenza provvisoria", 1977), che rievocava i suoi giorni da prigioniero di guerra. Nel 1978 divenne presidente dell'unione degli scrittori della RDT, di fatto mettendo in primo piano l'impegno da funzionario di stato rispetto alla carriera letteraria. Fu presidente dell'associazione fino al 1990, e in seguito fu travolto dallo scandalo per essere stato un informatore della Stasi sotto copertura con il nome in codice "IM Martin".